# Virgil Misidjan
Virgil Roy Misidjan (ur. 24 lipca 1993 w Goirle) – holendersko-surinamski piłkarz występujący na pozycji skrzydłowego. Obecnie jest zawodnikiem występującego w Nemzeti Bajnokság I klubu Ferencvárosi TC oraz reprezentacji Surinamu. Na koszulce zawodnika widnieje jego przydomek Vura.

## Kariera

### Początek kariery
Urodzony w Gоirle - mieście na przedmieściach Tilburga, Misidjan rozpoczął swoją piłkarską karierę w Willem II.

### Willem II
Na początku 2012 roku został włączony do kadry pierwszej drużyny swojego klubu Willem II i pomógł jej awansować do Eredivisie, kończąc sezon z sześcioma bramkami w 14 meczach. Debiut w drużynie zaliczył 29 stycznia 2012 roku w przegranym 1-0 meczu z Den Bosch, wchodząc na boisko w 83. minucie.

### Łudogorec Razgrad
16 sierpnia 2013 Misidjan dołączył do bułgarskiej drużyny Łudogorec Razgrad. Kwota transferu wyniosła €700,000. W nowym klubie Virgil otrzymał koszulkę z numerem 93. Już następnego dnia po podpisaniu kontraktu zadebiutował w wygranym 1-0 meczu z Łokomotiwem Płowdiw, wchodząc na boisko w drugiej połowie. W fazie grupowej Ligi Europy UEFA (2013/2014) strzelił dwa gole w meczach przeciwko PSV Eindhoven. W sezonie 2016/17 miał duży udział w zakwalifikowaniu się do fazy grupowej Ligi Mistrzów, zdobywając dwie bramki w dwumeczu rundy play-off kwalifikacji przeciwko Victori Pilzno. 6 grudnia 2016 roku zdobył swoją pierwszą bramkę w meczu fazy grupowej Ligi Mistrzów, otwierając wynik spotkania w wyjazdowym meczu z Paris Saint-Germain.

## Tytuły

### Klubowe
Łudogorec
- Bułgarska Grupa A (3): 2013-14; 2014-15, 2015-16
- Puchar Bułgarii (1): 2013-14
- Superpuchar Bułgarii (1): 2014

Willem II
- Eerste divisie (1): 2013

## Statystyki kariery
Według stanu na 14 grudnia 2016 roku

### Klubowe
| Klub               | Sezon            | Rozgrywki        | Ligowe  | Ligowe | Pucharowe | Pucharowe | Kontynentalne | Kontynentalne | Razem   | Razem |
| Klub               | Sezon            | Rozgrywki        | Występy | Gole   | Występy   | Gole      | Występy       | Gole          | Występy | Gole  |
| ------------------ | ---------------- | ---------------- | ------- | ------ | --------- | --------- | ------------- | ------------- | ------- | ----- |
| Willem II          | 2011-12          | Eerste Divisie   | 18      | 6      | 0         | 0         | –             | –             | 18      | 6     |
| Willem II          | 2012-13          | Eredivisie       | 34      | 4      | 1         | 0         | –             | –             | 35      | 4     |
| Willem II          | 2013-14          | Eerste Divisie   | 2       | 0      | 0         | 0         | –             | –             | 2       | 0     |
| Razem              | Holandia         | Holandia         | 54      | 10     | 1         | 0         | 0             | 0             | 55      | 10    |
| Ludogorets Razgrad | 2013–14          | Grupa A          | 28      | 9      | 5         | 1         | 11            | 2             | 44      | 12    |
| Ludogorets Razgrad | 2014–15          | Grupa A          | 28      | 10     | 7         | 2         | 11            | 0             | 46      | 12    |
| Ludogorets Razgrad | 2015–16          | Grupa A          | 15      | 2      | 1         | 0         | 2             | 0             | 18      | 2     |
| Ludogorets Razgrad | 2016–17          | Pyrwa Liga       | 16      | 1      | 2         | 1         | 9             | 3             | 27      | 5     |
| Razem              | Bułgaria         | Bułgaria         | 87      | 22     | 15        | 4         | 33            | 5             | 135     | 31    |
| Razem w karierze   | Razem w karierze | Razem w karierze | 141     | 32     | 16        | 4         | 33            | 5             | 190     | 41    |